# Nerópolis (ort)
Nerópolis är en ort i Brasilien.   Den ligger i kommunen Nerópolis och delstaten Goiás, i den centrala delen av landet, 150 km sydväst om huvudstaden Brasília. Nerópolis ligger 822 meter över havet och antalet invånare är 21 870.
Terrängen runt Nerópolis är platt österut, men västerut är den kuperad.
Omgivningarna runt Nerópolis är huvudsakligen savann. Runt Nerópolis är det ganska tätbefolkat, med 108 invånare per kvadratkilometer.